# Унтервахинген
Унтервахинген (нем. Unterwachingen) — община в Германии, в земле Баден-Вюртемберг. 
Подчиняется административному округу Тюбинген. Входит в состав района Альб-Дунай.  Население составляет 203 человека (на 31 декабря 2010 года). Занимает площадь 2,60 км².